# Karl-Heinz Neie
Karl-Heinz Neie (* 1933 in Caputh) ist ein ehemaliger deutscher Radrennfahrer.

## Sportliche Laufbahn
Neie war im Bahnradsport in der DDR aktiv. Er begann in seinem Geburtsort Caputh bei Potsdam unter Anleitung seines Vaters mit dem Radsport. Er startete für den Verein Einheit Potsdam, später BSG Post Potsdam und BSG Aufbau Potsdam. 1950 wurde er in die Nationalmannschaft der Bahnradsportler der DDR berufen.
Bei den nationalen Meisterschaften im Sprint wurde er 1951 beim Sieg von Rolf Nitzsche Dritter, 1952 dann Vizemeister hinter Heinz Drescher. 1953 kam er erneut auf den dritten Rang. In der Meisterschaft im Zeitfahren wurde er 1950 und 1953 Dritter. Im Meisterschaftsrennen im Zweier-Mannschaftsfahren holte er mit seinem Partner Bergmann 1950 die Silbermedaille. 1953 wurde Neie Sieger der ersten Austragung der Internationalen Sprintermeisterschaft von Berlin in der Werner-Seelenbinder-Halle.